# Mitsubishi A5M
Mitsubishi A5M (яп. (九六式艦上戦闘機) — серійний палубний винищувач Імперського флоту Японії періоду Другої світової війни.
Кодова назва союзників — «Клод» (англ. Claude). Радянська кодова назва - «И-96».

## Історія створення
В квітні 1932 року командування флоту почало амбіційну програму з переозброєння з метою припинити використання літаків розроблених за кордоном. В рамках цієї програми («7-Shi») було видано замовлення на два різні палубні винищувачі-моноплани: фірма Mitsubishi мала розробляти низькоплан, а Nakajima - літак з крилом типу парасоль. Проте обидві машини не задовільняли висунуті флотом вимоги, в результаті флот видав замовлення на біплан Nakajima A4N, подальший розвиток вже прийнятого на озброєння Nakajima A2N. Але флот розумів що A4N всього лише тимчасова міра.

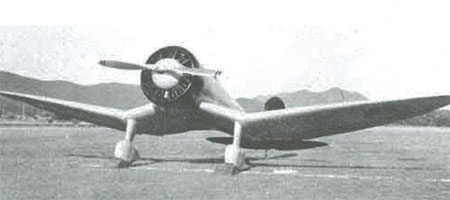
Перший прототип Ka-14, добре видно характерну форму крила - "зворотня чайка".

В лютому 1934 року управління авіації Імперського флоту Японії видало технічне завдання на перспективний палубний винищувач в рамках програми «9-Shi». Передбачалось, що нова машина буде мати максимальну швидкість 350 км/г на висоті 3000 м., високу швидкість набору висоти ( на 5 000 м. за 6 хв. 30 с.) та невеликі розміри, які визначались габаритами корабельних літакопідйомників. Розробку літака на фірмі Mitsubishi було доручено Дзіро Хорікосі, який вибрав для машини під індексом Ka-14 схему низькоплану з фюзеляжем мінімального профілю та шасі, яке не прибиралось. Для підсилення стійок шасі було використано схему "зворотня чайка". Як силову установку передбачалось використовувати 9-циліндровий двигун повітряного охолодження Nakajima Kotobuki потужністю 550 к.с. Озброєння було стандартне для винищувачів того періоду - два 7,7-мм кулемети.
Перший прототип був випробуваний 4 лютого 1935 року. Вже перші випробувальні польоти показали, що вимоги технічного завдання вдалось значно перевершити: в одному з польотів прототип  досяг швидкості 444 км/г. Проте літак був недостатньо стійким і мав схильність до перекидання при посадці. Тому другий прототип модифікували, застосувавши прямий центроплан, встановили безредукторний двигун Kotobuki 3 з потужністю 640 к.с. та застосували закрилки. Ця машина показала набагато більшу керованість, і, незважаючи на більшу масу, такі ж високі льотні характеристики, як і перший прототип. Згодом було виготовлено ще 4 прототипи з двигунами різних фірм (Nakajima, Hikari, Mitsubishi), і зрештою найкращим був визнаний двигун Kotobuki 2 KAI 1 потужністю 580 к.с. Саме такий літак було прийнято на озброєння з назвою «Палубний винищувач флоту Тип 96 Модель 1» (або A5M1). 
Гарні льотні характеристики нового літака зацікавили також Імперську армію, яка замовила для випробувань варіант без необхідних для посадки на авіаносець елементів. Новий літак, який отримав армійське позначення Ki-18 виявився на 45 км/год швидшим за наявний в той час на озброєнні армійської авіації Ki-10, але японські пілоти звикли до маневрених біпланів і тактики ведення бою на віражах тому не бачили переваги нової машини. В результаті армійське командування оголосило конкурс на нову машину здатну конкурувати з Ki-18 в швидкості, але з маневреністю не гіршою ніж в Ki-10. Фірма Mitsubishi представила модель з номером Ki-33, що являла собою подальшу модифікацію Ki-18 з заритою кабіною і двигуном Nakajima Ha-1a, проте на порівняльних випробуваннях модель Nakajima Ki-27 виявилась маневріннішою, і Ki-33 не отримала контракту з армією.
Модифікація A5M1 почала поступати на озброєння флоту на початку 1937 року, а вже в липні в серійний випуск було запущено модель з двигуном Nakajima Kotobuki 2 Kai 3A яка отримала позначення «Палубний винищувач флоту Тип 96 Модель 2-1» (або A5M2a). Через невеликий час було представлено модифікацію з закритою кабіною, трилопасним гвинтом, новим капотом NACA, який покращував огляд, і двигуном Kotobuki 3 потужністю 640 к.с. - «Палубний винищувач флоту Тип 96 Модель 2-2» (або A5M2b). Не зважаючи на переваги закритої кабіни, японські льотчики були проти, і на останніх серійних машинах її прибрали.
В 1937 році Японія отримала французькі дванадцяти циліндрові двигуни Hispano-Suiza рідинного охолодження потужністю 610 к.с., на базі цих двигунів було виготовлено два прототипи A5M3, які також мали 20-мм гармату встановлену в валі гвинта. Не зважаючи на те, що нова модель була швидшою і краще озброєною, в серійне виробництво вона запущена не була, оскільки японське командування не хотіло бути залежним від іноземних запчастин.
Наступною серійною модифікацією стала A5M4, при розробці якої основна увага була зосереджена на збільшенні ефективного радіуса дії. Ззовні нова модифікація не відрізнялась від A5M2b з відкритою кабіною, але двигун був замінений на Nakajima Kotobuki 41 і з'явилась можливість прикріплювати під фюзеляжем підвісний бак місткістю 160 літрів. Спочатку офіційною назвою модифікації була «Палубний винищувач флоту Тип 96 Модель 4», але згодом позначення змінили на «Модель 24», що б включити в назву і модель двигуна.
В 1940 році в рамках програми «15-Shi» почалась розробка двомісного навчального варіанту А5М4-К, який відрізнявся від бойового варіанту двома відкритими кабінами з високими підголівниками, відсутністю обтічників на шасі.
Також на літак використовували для різноманітних експериментів, зокрема на 205-тому А5M2 для тестів було встановлено підвісний паливний бак від A6M, а ще на одному з A5M1 була встановлена 20-мм зенітна гармата «Ерлікон» (він отримав своє позначення A5M1A).
Всього було виготовлено 1091 машину, включаючи прототипи. З них на заводах Mitsubishi в Нагої - 791, але згодом Mitsubishi переключилось на виробництво A6M, а останні A5M4 (в бойовому і навчальному варіанті) виготовляв 21-ий флотський арсенал і фірма Watanabe.

## Тактико-технічні характеристики

### Технічні характеристики
|                       | Ka-14 (прототип)            | A5M1                        | A5M4                        | Ki-18                       | Ki-33                       |
| --------------------- | --------------------------- | --------------------------- | --------------------------- | --------------------------- | --------------------------- |
| Екіпаж                | 1 особа                     | 1 особа                     | 1 особа                     | 1 особа                     | 1 особа                     |
| Довжина               | 7,67 м                      | 7,71 м                      | 7,57 м                      | 7,66 м                      | 7,55 м                      |
| Висота                | 3,27 м                      | 3,2 м                       | 3,27 м                      | 3,15 м                      | 3,19 м                      |
| Розмах крил           | 11 м                        | 11 м                        | 11 м                        | 11 м                        | 11 м                        |
| Площа крил            | 17,8 м²                     | 17,8 м²                     | 17,8 м²                     | 17,8 м²                     | 17,8 м²                     |
| Маса пустого          | -                           | 1 075 кг                    | 1 216 кг                    | 1 110 кг                    | 1 132 кг                    |
| Маса спорядженого     | 1 373 кг                    | 1 500 кг                    | 1 671 кг                    | 1 422 кг                    | 1 462 кг                    |
| Навантаження на крило | 77.2 кг/м²                  | 84.3 кг/м²                  | 93.8 кг/м²                  | 79.9 кг/м²                  | 82.1 кг/м²                  |
| Двигуни               | Nakajima Kotobuki 5         | Nakajima Kotobuki 2 KAI     | Nakajima Kotobuki 41        | Nakajima Kotobuki 5         | Nakajima Ha-1a              |
| Потужність            | 600 к. с.                   | 630 к. с.                   | 785 к. с.                   | 600 к. с.                   | 745 к. с.                   |
| Питома потужність     | 2.5 кг/к.с.                 | 2.6 кг/к.с.                 | 2.4 кг/к.с.                 | 2.6 кг/к.с.                 | 2.1 кг/к.с.                 |
| Максимальна швидкість | 451 км/г (на висоті 3200 м) | 406 км/г (на висоті 2100 м) | 435 км/г (на висоті 3000 м) | 445 км/г (на висоті 6200 м) | 475 км/г (на висоті 6200 м) |
| Операційна дальність  | -                           | -                           | 1 200 км                    | -                           | -                           |
| Практична стеля       | -                           | -                           | 9 800 м                     | -                           | -                           |
| Час набору висоти     | 5000 м за 5 хв. 54 с.       | 5000 м за 8 хв. 30 с.       | 3000 м за 3 хв. 35 с.       | 5000 м за 6 хв. 26 с.       | 5000 м за 5 хв. 56 с.       |

### Озброєння
- Кулеметне:2× 7,7 мм кулемети «тип 89»
- Підвісне:
  - 2×30 кг бомб (A5M4 і A5M2b)
  - 160 л підвісний паливний бак (A5M4)

## Модифікації

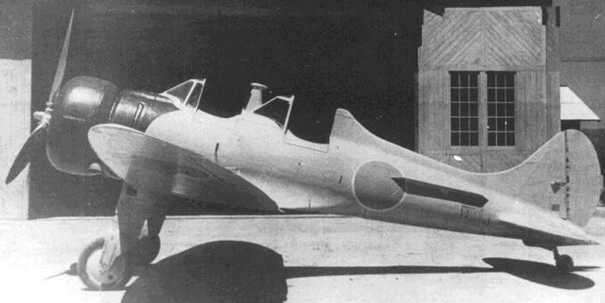
Навчальний двомісний варіант А5М4-К.

- A5M - прототип (Ka-14); мав різні варіанти двигуна та модифікації планера (6 екз.);
- A5M1 модель  1 - версія палубного винищувача; початкова серія; двигун Nakajima Kotobuki 2 КАІ 1  (580 к.с.);
- А5М2а  модель  21 - оснащений форсованим двигуном Nakajima Kotobuki 2 КАІ 3  (610 к.с.) ;
- А5М2Ь  модель  22 - оснащений двигуном  Kotobuki 3 (580 к.с.); початково мав закриту кабіну;
- А5М3а - прототип; двигун Hispano-Suiza 12Xcrs (660 к.с.); встановлена 20-мм гармата (2 екз.);
- А5М4 модель 24 (модель 4) - модифікація А5М2Ь; мала відкриту кабіну та додатковий паливний бак; пізніша серія (модель 34) мала двигун  Kotobuki  41  Каі (980 екз. на різних заводах);
- А5М4-К - двомісна навчально-тренувальна версія; (103 екз.);
- Кi-18 - прототип; модифікація  A5Ml для ВПС Імперської армії Японії; двигун Kotobuki 5 (550 к.с.) (1 екз.);
- Кi-33 - прототип; модифікація  A5Ml для ВПС Імперської армії Японії з іншим типом кабіни та двигуном; (2 екз.)

## Історія використання

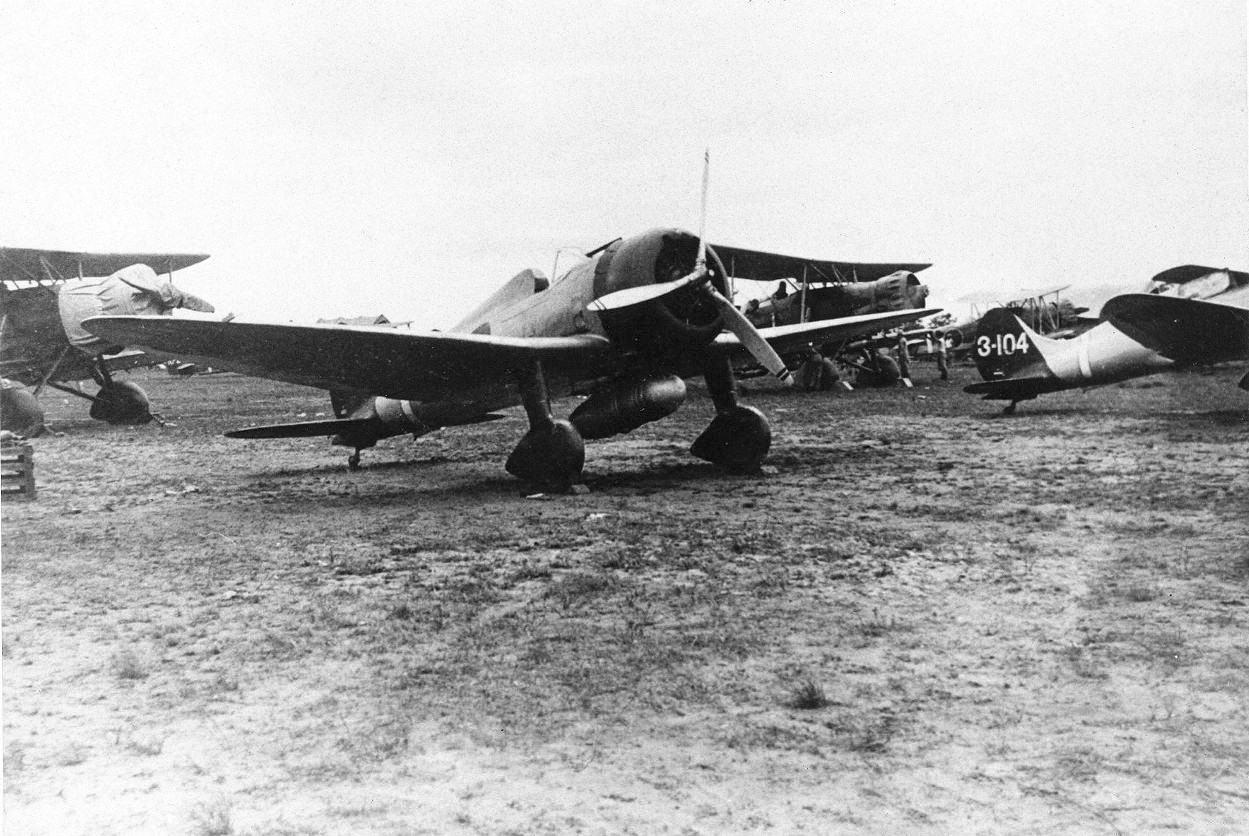
A5M2 на аеродромі в Китаї. На задньому фоні Yokosuka B4Y.

Винищувачі A5M1 почали надходити на озброєння якраз перед початком японсько-китайської війни, де вони почали замінювати застарілі Nakajima A4N. А з самим початком війни на озброєння вже почали надходити A5M2. Винищувачі A5M супроводжували японські бомбардувальники, а також здійснювали вильоти для завоювання переваги у повітряному просторі, досить успішно воюючи проти китайських літаків західного виробництва та І-15. Проте І-16 був для A5M2 досить грізним супротивником, але перевага в досвіді японських пілотів над китайськими дозволяла успішно перемагати і кращі літаки. В результаті китайська авіація була змушена відступити в глиб материка, щоб не підставлятись під удар. В свою чергу японський флот почав використовувати наземні аеродроми поблизу Пекіна. А з прийняттям на озброєння A5M4 китайська авіація була змушена відступити ще далі, практично переставши з'являтись над лінією фронту.

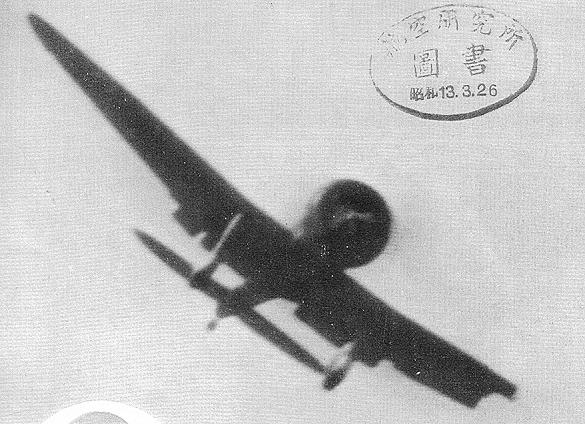
A5M2 офіцера Кашімури після втрати частини крила. 1937 рік.

Незважаючи на свою легку конструкцію, A5M показав себе доволі міцним літаком, здатним витримувати серйозні пошкодження. Зокрема в 1937 році A5M2 офіцера Кашімури втратив третину правого крила після тарану китайського винищувача, але зміг повернутись на базу.
До початку Другої світової війни винищувальні частини авіації Імператорського флоту були в основному переозброєні на A6M. Але в 1-й лінії налічувалось близько 100 літаків A5M4 і близько 200 таких літаків було в навчальних частинах. Такі літаки були у складі авіагруп авіаносців «Хошо», «Дзуйхо» та «Рюхо», а також у деяких частинах наземного базування. Літаки з «Рюхо» з самого початку війни брали участь у нальотах на Філіппіни, потім - у забезпеченні дій в районі Голландської Ост-Індії та рейді японського флоту в Індійський океан. A5M4 частин наземного базування в основному забезпечували ППО Сайгону та важливих об'єктів на Маріанських, Маршаллових островах, Палау та інших японських володіннях.
Востаннє A5M4 застосовувались в битві в Кораловому морі, в якій брали декілька літаків з авіаносця «Сьохо», які не змогли перешкодити знищенню власного авіаносця американською авіацією.
На завершальному етапі війни A5M4 і А5М4-К залучались до атак камікадзе на американські кораблі.

## Оператори

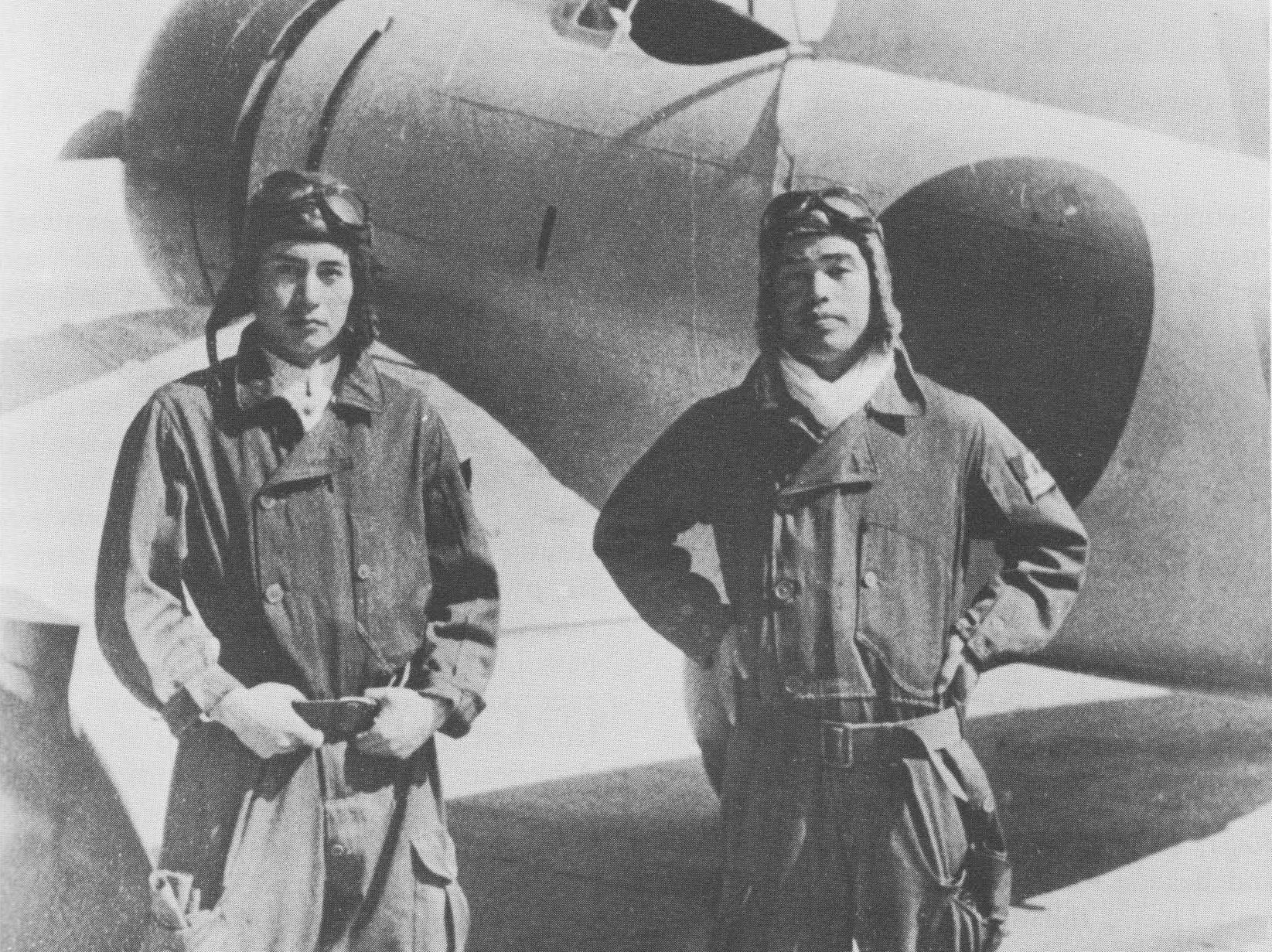
Пілоти Масао Асай і Масао Сато на фоні A5M4 на борту Акаґі під час японсько-китайської війни.

Японська імперія
- Авіація імперського флоту Японії
  - 12-ий авіазагін ВПС
  - 13-ий авіазагін ВПС
  - 14-ий авіазагін ВПС
  - 15-ий авіазагін ВПС
  - Авіазагін Ойта
  - Авіазагін Омінато
  - Авіазагін Омура
  - Авіазагін Сасебо
  - Авіазагін Йокосука
  - Авіаносець Акаґі
  - Авіаносець Каґа
  - Авіаносець Рюдзьо
  - Авіаносець Сьохо
  - Авіаносець Хошо